# 弗朗索瓦·拉瓦亚克
弗朗索瓦·拉瓦亚克（法語：François Ravaillac，法語發音：[fʁɑ̃swa ʁavajak]；1577年—1610年5月27日）是刺杀法国国王亨利四世的凶手。于1610年5月27日，在“格列夫广场”（即现在的市政厅广场）被处以五马分尸。因為人民普遍同情把法國從廢墟中重建的亨利四世，因此對於弗朗索瓦·拉瓦莱克相當憤慨。